# Kurt (Syria)
Kurt – wieś w Syrii, w muhafazie Latakia. W 2004 roku liczyła 581 mieszkańców.